# Hugo Hildebrandsson
Hugo Hildebrandsson (Stockholm, 9 augustus 1838 - Uppsala, 29 juli 1925), was een Zweeds meteoroloog en hoogleraar aan de Universiteit van Uppsala.

## Biografie
Hildebrandsson werd geboren en groeide op in Stockholm waar hij het gymnasium in Stockholm bezocht. Hierna ging hij natuurkunde studeren aan de Universiteit van Upsala. Nadat hij op jonge leeftijd was afgestudeerd bleef hij verbonden aan de universiteit als onderzoeker en promoveerde in 1866 tot doctor in de Natuurkunde. Hij specialiseerde zich in de weerkunde en werd in 1878 benoemd tot de eerste hoogleraar metereologie en eerste directeur van het metereologisch obstervatorium dan mede dankzij zijn inzet tot stand was gekomen. Hij zou beide functies tot zijn emeritaat in 1906 blijven bekleden. Als onderzoeker werd hij bekend doordat hij de eerste was die een samenhang ontdekte en beschreef tussen de luchtdruk op verschillende plaatsen. Dit leidde tot de ontdekking van de Noord-Atlantische Oscillatie. Ook hield hij zich bezig met het in kaart brengen en classificeren van de diverse wolkentypes en publiceerde de eerste uitgave van de  Internationale Wolkenatlas samen met zijn collega Leon Teisserenc de Bort. Samen met hem publiceerde hij ook verdere observaties in het boek Les bases de la météorologie dynamique uit 1907. De benaming voor de Cumuluswolk komt op zijn conto. Zijn onderzoek over de atmosfeer leidde er toe dat men veel voortgang boekte bij het kunnen doen van weersvoorspellingen per seizoen. Al in 1897 postuleerde hij als eerste wetenschappelijk het verband tussen de afwijkingen in het weer in Azië en het weerverschijnsel El Niño.

## Erkenning
Hildebrandsson was lid van het Internationaal Meteorologisch Comité. Hiervan was hij een aantal jaren secretaris van het bestuur. In 1880 werd hij benoemd tot erelid van de Engelse Royal Meteorological Society. In 1920 kreeg hij als erkenning voor zijn werk van deze organisatie de Symons Gold Medal. 
In 1888 werd hij verkozen tot lid van de Koninklijke Zweedse Academie van Wetenschappen. Hij was ook lid van het Nobel Comité voor Natuurkunde.
- Bibliothèque nationale de France: cb15366164k (data)
- Gemeinsame Normdatei: 11680355X
- International Standard Name Identifier: 0000 0001 2134 4601
- KulturNav: b590640d-d6e3-432e-bfd2-8508f432a3e9
- Library of Congress Control Number: n85801032
- Nationale Bibliotheek van Tsjechië: mub2012688051
- Nederlandse Thesaurus van Auteursnamen: 214225798
- Istituto Centrale per il Catalogo Unico: PUVV316264
- LIBRIS: 250851
- SNAC: w6542mqc
- Système universitaire de documentation: 133624587
- Museum of New Zealand Te Papa Tongarewa: 59441
- Virtual International Authority File: 56914281
- WorldCat: E39PBJk4Fx4KM4q9mV89Kd7j4q